# Stichkanal Ibbenbüren

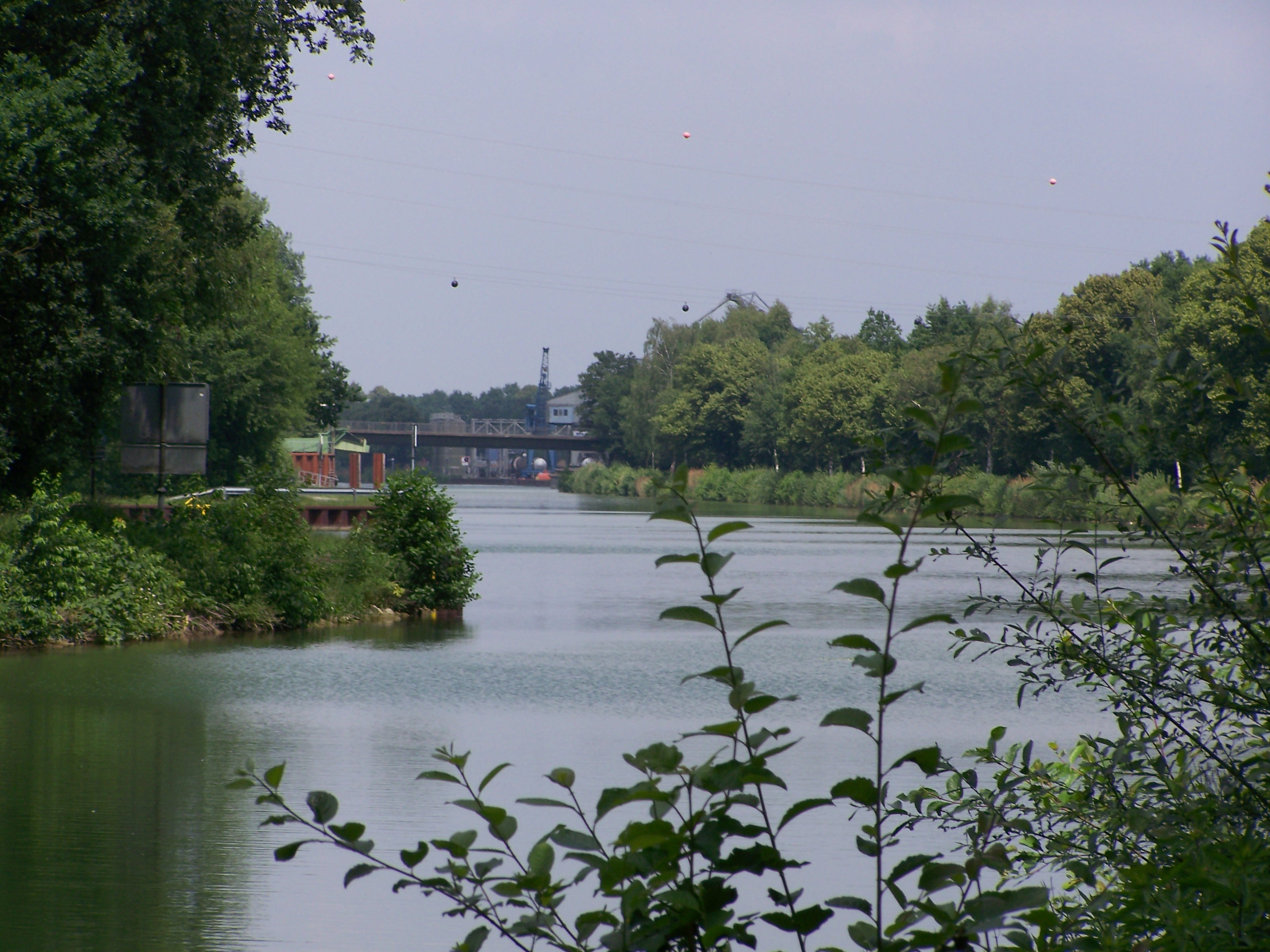
Der Stichkanal Ibbenbüren mit Blick auf den Kanalhafen Uffeln

Der Stichkanal Ibbenbüren (SKI) ist ein Rest einer Alten Fahrt des Mittellandkanals, die Mitte der 1980er Jahre durch eine neue ersetzt wurde. Er liegt im Westen der Stadt Ibbenbüren im Stadtteil Uffeln im Tecklenburger Land und gehört als Bundeswasserstraße der Wasserstraßenklasse IV zum Mittellandkanal, von dem er bei Kilometer 3,94 abzweigt. Zuständig ist seit dem 5. Februar 2020 das neu geschaffene Wasserstraßen- und Schifffahrtsamt Mittellandkanal / Elbe-Seitenkanal (zuvor das Wasserstraßen- und Schifffahrtsamt Minden).

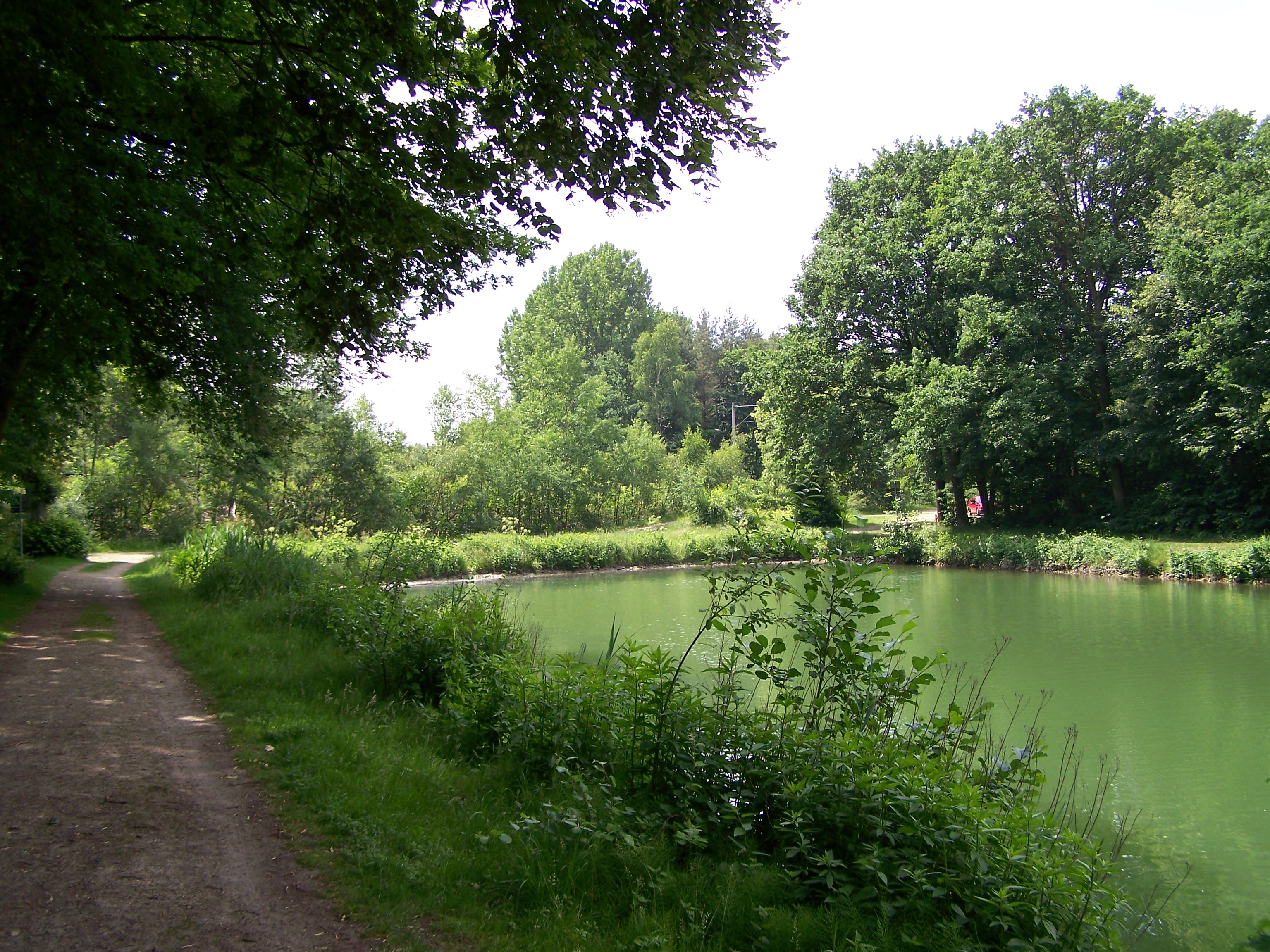
Ende des Stichkanals an der Eisenbahnstrecke

Von 1985 bis 1987 wurde der Mittellandkanal ausgebaut, auch zwischen dem Hafen in Uffeln und der Brücke über die Autobahn A30 weiter südlich. In diesem Bereich wurde die Trassenführung aus zwei Gründen geändert: Zum einen entsprachen die zwei Bögen innerhalb dieses Abschnitts nicht mehr den Radien, die für die moderne Schifffahrt vorgesehen sind. Beim Ausbau hätte der Kanal extrem verbreitert werden müssen, um die gängigen Radien von etwa 2000 m zu erreichen. Zum anderen war der Düker über die Ibbenbürener Aa im Zweiten Weltkrieg wiederholtes Ziel britischer Bomberverbände, so dass eine Vielzahl von Blindgängern in diesem Bereich vermutet wurde.
Somit wurde eine neue Fahrt einige hundert Meter weiter westlich errichtet, deren genaue Bezeichnung „Durchstich Hörstel“ lautet. Nach der Fertigstellung wurde die alte Fahrt teilweise verfüllt; andere Teile dienen als See und Naherholungsbereich. Das letzte Teilstück von 1,11 km Länge vom Hafen in Uffeln in südlicher Richtung ausgehend bis zur Bahnstrecke Löhne–Rheine ist noch für die Schifffahrt zugänglich und wird als Stichkanal Ibbenbüren bezeichnet. An ihm befinden sich noch eine Verladeanlage sowie ein kleiner Yachthafen. Der noch erhaltene, aber abgetrennte Bereich der Alten Fahrt südlich der Bahnstrecke ist mittlerweile ein Naturschutzgebiet.